# Liste der Gemeinden in der Woiwodschaft Heiligkreuz
Diese Liste führt alle Gemeinden in der Woiwodschaft Heiligkreuz in Polen auf. Die Woiwodschaft Heiligkreuz hat fünf Stadtgemeinden, von denen nur die Stadt Kielce die Rechte eines Powiats hat, das heißt „kreisfrei“ ist. Daneben gibt es 46 Stadt-und-Land-Gemeinden, deren Hauptort die Stadtrechte hat und 51 Landgemeinden.
[P] kennzeichnet den Sitz der Verwaltung der jeweiligen Powiate.
Einwohnerzahlen vom 31. Dezember 2020 nach dem Datensatz des GUS.

## Kreisfreie Städte
1. Kielce[P] – 193.415 Einwohner

Die Stadt ist Hauptort des Powiat Kielecki, gehört diesem jedoch nicht an.

## Stadtgemeinden
1. Ostrowiec Świętokrzyski[P] – 67.404 Einwohner, Powiat Ostrowiecki
2. Sandomierz[P] – 22.997 Einwohner, Powiat Sandomierski
3. Skarżysko-Kamienna[P] – 44.260 Einwohner, Powiat Skarżyski
4. Starachowice[P] – 47.638 Einwohner, Powiat Starachowicki

## Stadt-und-Land-Gemeinden
1. Bodzentyn – 11.426 Einwohner, Powiat Kielecki
2. Bogoria – 7641 Einwohner, Powiat Staszowski
3. Busko-Zdrój[P] – 32.005 Einwohner, Powiat Buski
4. Chęciny – 15.031 Einwohner, Powiat Kielecki
5. Ćmielów – 7284 Einwohner, Powiat Ostrowiecki
6. Chmielnik – 11.170 Einwohner, Powiat Kielecki
7. Daleszyce – 15.828 Einwohner, Powiat Kielecki
8. Działoszyce – 4836 Einwohner, Powiat Pińczowski
9. Gowarczów – 4558 Einwohner, Powiat Konecki
10. Iwaniska – 6516 Einwohner, Powiat Opatowski
11. Jędrzejów[P] – 27.715 Einwohner, Powiat Jędrzejowski
12. Kazimierza Wielka[P] – 16.019 Einwohner, Powiat Kazimierski
13. Klimontów – 7987 Einwohner, Powiat Sandomierski
14. Końskie[P] – 34.857 Einwohner, Powiat Konecki
15. Koprzywnica – 6537 Einwohner, Powiat Sandomierski
16. Kunów – 9731 Einwohner, Powiat Ostrowiecki
17. Łagów – 6812 Einwohner, Powiat Kielecki
18. Łopuszno – 8924 Einwohner, Powiat Kielecki
19. Małogoszcz – 11.495 Einwohner, Powiat Jędrzejowski
20. Morawica – 16.912 Einwohner, Powiat Kielecki
21. Nowa Słupia – 9361 Einwohner, Powiat Kielecki
22. Nowy Korczyn – 5788 Einwohner, Powiat Buski
23. Oleśnica – 3843 Einwohner, Powiat Staszowski
24. Opatów[P] – 11.532 Einwohner, Powiat Opatowski
25. Opatowiec – 3230 Einwohner, Powiat Kazimierski
26. Osiek – 7622 Einwohner, Powiat Staszowski
27. Ożarów – 10.559 Einwohner, Powiat Opatowski
28. Pacanów – 7269 Einwohner, Powiat Buski
29. Piekoszów – 16.433 Einwohner, Powiat Kielecki
30. Pierzchnica – 4636 Einwohner, Powiat Kielecki
31. Pińczów[P] – 20.379 Einwohner, Powiat Pińczowski
32. Połaniec – 11.683 Einwohner, Powiat Staszowski
33. Radoszyce – 8760 Einwohner, Powiat Konecki
34. Sędziszów – 12.352 Einwohner, Powiat Jędrzejowski
35. Skalbmierz – 6386 Einwohner, Powiat Kazimierski
36. Sobków – 8474 Einwohner, Powiat Jędrzejowski
37. Stąporków – 16.475 Einwohner, Powiat Konecki
38. Staszów[P] – 25.464 Einwohner, Powiat Staszowski
39. Stopnica – 7576 Einwohner, Powiat Buski
40. Suchedniów – 10.036 Einwohner, Powiat Skarżyski
41. Szydłów – 4590 Einwohner, Powiat Staszowski
42. Wąchock – 6739 Einwohner, Powiat Starachowicki
43. Wiślica – 5420 Einwohner, Powiat Buski
44. Włoszczowa[P] – 19.132 Einwohner, Powiat Włoszczowski
45. Wodzisław – 6893 Einwohner, Powiat Jędrzejowski
46. Zawichost – 4328 Einwohner, Powiat Sandomierski

## Landgemeinden
1. Baćkowice – 4837 Einwohner, Powiat Opatowski
2. Bałtów – 3349 Einwohner, Powiat Ostrowiecki
3. Bejsce – 3982 Einwohner, Powiat Kazimierski
4. Bieliny – 10.260 Einwohner, Powiat Kielecki
5. Bliżyn – 7995 Einwohner, Powiat Skarżyski
6. Bodzechów – 13.177 Einwohner, Powiat Ostrowiecki
7. Brody – 10.760 Einwohner, Powiat Starachowicki
8. Czarnocin – 3723 Einwohner, Powiat Kazimierski
9. Dwikozy – 8650 Einwohner, Powiat Sandomierski
10. Fałków – 4328 Einwohner, Powiat Konecki
11. Gnojno – 4344 Einwohner, Powiat Buski
12. Górno – 14.649 Einwohner, Powiat Kielecki
13. Imielno – 4301 Einwohner, Powiat Jędrzejowski
14. Kije – 4320 Einwohner, Powiat Pińczowski
15. Kluczewsko – 5157 Einwohner, Powiat Włoszczowski
16. Krasocin – 10.610 Einwohner, Powiat Włoszczowski
17. Łączna – 4921 Einwohner, Powiat Skarżyski
18. Lipnik – 5137 Einwohner, Powiat Opatowski
19. Łoniów – 7444 Einwohner, Powiat Sandomierski
20. Łubnice – 4067 Einwohner, Powiat Staszowski
21. Masłów – 11.143 Einwohner, Powiat Kielecki
22. Michałów – 4516 Einwohner, Powiat Pińczowski
23. Miedziana Góra – 11.722 Einwohner, Powiat Kielecki
24. Mirzec – 8225 Einwohner, Powiat Starachowicki
25. Mniów – 9341 Einwohner, Powiat Kielecki
26. Moskorzew – 2618 Einwohner, Powiat Włoszczowski
27. Nagłowice – 4867 Einwohner, Powiat Jędrzejowski
28. Nowiny – 7919 Einwohner, Powiat Kielecki
29. Obrazów – 6381 Einwohner, Powiat Sandomierski
30. Oksa – 4533 Einwohner, Powiat Jędrzejowski
31. Pawłów – 10.760 Einwohner, Powiat Starachowicki
32. Radków – 2501 Einwohner, Powiat Włoszczowski
33. Raków – 5544 Einwohner, Powiat Kielecki
34. Ruda Maleniecka – 3052 Einwohner, Powiat Konecki
35. Rytwiany – 6340 Einwohner, Powiat Staszowski
36. Sadowie – 3889 Einwohner, Powiat Opatowski
37. Samborzec – 8376 Einwohner, Powiat Sandomierski
38. Secemin – 4725 Einwohner, Powiat Włoszczowski
39. Skarżysko Kościelne – 5951 Einwohner, Powiat Skarżyski
40. Słupia – 4278 Einwohner, Powiat Jędrzejowski
41. Ruda Maleniecka – 3274 Einwohner, Powiat Konecki
42. Smyków – 3768 Einwohner, Powiat Konecki
43. Solec-Zdrój – 5033 Einwohner, Powiat Buski
44. Strawczyn – 10.964 Einwohner, Powiat Kielecki
45. Tarłów – 5067 Einwohner, Powiat Opatowski
46. Tuczępy – 3690 Einwohner, Powiat Buski
47. Waśniów – 6766 Einwohner, Powiat Ostrowiecki
48. Wilczyce – 3646 Einwohner, Powiat Sandomierski
49. Wojciechowice – 3988 Einwohner, Powiat Opatowski
50. Zagnańsk – 12.917 Einwohner, Powiat Kielecki
51. Złota – 4436 Einwohner, Powiat Pińczowski